# Vladimír Cnota
Vladimír Cnota (* 5. leden 1978 Plzeň) je český sběratel umění, občanský aktivista a podnikatel.

## Život
Vladimír Cnota se narodil 5. ledna 1978 v Plzni. Vladimír Cnota je oficiálním zástupcem veřejnosti obce Černá v Pošumaví, kde vešel v roce 2012 ve známost jako mluvčí odpůrců proti stavbě železnice na břehu Lipna v jižních Čechách. Vladimír Cnota rovněž bojoval proti tzv. restituční tečce, která měla zamezit vypořádání restitučních nároků restituentů v České republice. Restituční tečka byla následně v červnu 2018 rozhodnutím Ústavního soudu zrušena. Vladimír Cnota je ženatý, má dceru a žije v Černošicích u Prahy.

### Umění
Vladimír Cnota je sběratel umění, významná je jeho sbírka uměleckých děl a předmětů Pabla Picassa, která byla vystavována pod názvem Picasso Life. Vladimír Cnota vlastní sbírku olejů českých malířů a litografií od světových umělců jako Andy Warhol, Salvador Dalí či Victor Vasarely.

### Podnikání
Podnikatelská činnost Vladimíry Cnoty se v Česku zaměřuje do okolí vodní nádrže Lipno v Jihočeském kraji. Vladimír Cnota je členem jihočeské pobočky Hospodářské komory ČR, kde je veden jako podnikatel v zemědělství, turismu a realitách. Obchodní aktivity Vladimíra Cnoty se rovněž zaměřují na Stát Katar v Perském zálivu, je prezidentem CCPF česko-katarské obchodní komory. 